# Kareda
Kareda era un comune rurale dell'Estonia centrale, nella contea di Järvamaa. Il centro amministrativo era l'omonima località (in estone küla).
Nel 2017 il comune si è fuso (insieme ad Albu, Ambla, Imavere, Järva-Jaani, Koeru e Koigi) nel nuovo comune di Järva.

## Località
Oltre al capoluogo, il comune comprende un borgo (in estone alevik), Peetri, e altre 10 località:
Ämbra, Ammuta, Ataste, Esna, Kareda, Köisi, Küti, Müüsleri, Õle, Öötla e Vodja.